# Плексит
Плексит (лат. plexus сплетение + -itis) — заболевание нервного сплетения. В зависимости от локализации условно выделяют плексит шейного, плечевого, пояснично-крестцового сплетений. К плекситам может быть отнесено поражение солнечного сплетения, являющегося вегетативным сплетением — солярит. Чаще всех заболевают отдельные стволы, пучки и ветви определённого сплетения. Двусторонний плексит встречается реже одностороннего.
Начальной стадией заболевания является невралгическая, характеризующаяся спонтанными болями и болями, возникающими или усиливающимися при движениях, давлении на сплетение, его пучки и отходящие от него нервы.
При паралитической стадии развиваются вялый паралич, парезы и (или) нарушениями чувствительности и вегетативно-трофическими нарушениями в области, иннервируемой поражённой частью сплетения.